# Arthur O’Shaughnessy

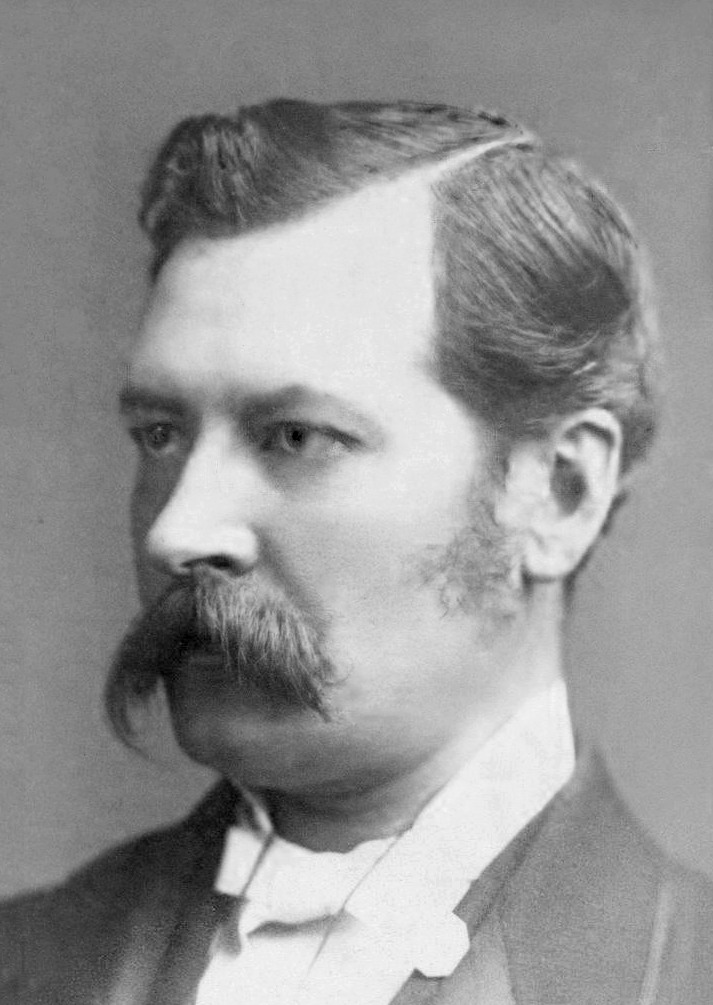
Arthur O'Shaughnessy, ca. 1875.

Arthur William Edgar O’Shaughnessy (* 14. März 1844 in London; † 30. Januar 1881 ebenda) war ein englischer Dichter und Herpetologe.

## Leben
Mit 17 Jahren wurde er Schreiber in der Bibliothek des British Museum und mit 19 Jahren Herpetologe in der zoologischen Abteilung des Museums. Er beschrieb zwischen 1874 und 1881 sechs neue Reptilarten. Albert Günther benannte ein Chamäleon nach ihm (Calumma oshaughnessyi) und insgesamt wurden vier Reptilarten nach ihm benannt (von Günther und George Albert Boulenger).
In seinem Sammelband Epic of Women veröffentlicht O’Shaughnessy 1870 zum ersten Mal seine Gedichte. Der nächste Band „Lays of France“ folgt im Jahre 1872, ebenfalls mit mäßigem Erfolg. Ein Jahr später heiratete er Eleanor Marston, die Tochter des Autors John Westland Marston und Schwester des Poeten Philip Bourke Marston. Sie bekommen zwei Kinder, die beide im Kindesalter sterben. Mit Music and Moonlight erscheinen 1874 seine letzten Gedichte. Auf Grund des ausbleibenden Erfolges seiner Werke entscheidet er sich gegen die Veröffentlichung weiterer Gedichte. Ein Jahr später erscheint das Buch Toy-land, ein Kinderbuch, das er zusammen mit seiner Frau geschrieben hat. 1879, zwei Jahre vor seinem Tod, stirbt seine Frau. Sein letzter Gedichtband Song of a Worker erscheint 1881 kurz nach seinem Tod.
Zu Lebzeiten noch verkannt, sollte O’Shaughnessy seine Popularität erst in den Anfängen des 21. Jahrhunderts gewinnen. Eines seiner bekanntesten und häufigst zitiertesten Gedichte ist die Ode aus seinem Buch Music and Moonlight (1874):
We are the music makers,

And we are the dreamers of dreams,

Wandering by lone sea-breakers,

And sitting by desolate streams;—

World-losers and world-forsakers,

On whom the pale moon gleams:

Yet we are the movers and shakers

Of the world for ever, it seems.
Das Gedicht wurde von Edward Elgar in seinem Opus 69 musikalisch interpretiert und findet sich u. a. auch in der oben bezeichneten gekürzten Form zuzüglich Teilen einer späteren Strophe in der modernen elektronischen Musik im Titel „Reflector“ der Band „Auto Aggression“ wieder.
Ebenfalls taucht es 1971 in der Roald-Dahl-Verfilmung Charlie und die Schokoladenfabrik auf:
Willy Wonka: „The strawberries taste like strawberries. The snozzberries taste like snozzberries.“
Veruca Salt: „Snozzberries? Who ever heard of a snozzberry?“
Willy Wonka: „We are the music makers... and we are the dreamers of dreams.“
Im Film Der Club der toten Dichter sowie der daraus entstandenen Novellisierung von Nancy H. Kleinbaum zitiert der Schüler Cameron in Kapitel 7 bei einem Treffen des Clubs die ersten drei Strophen des Gedichts.